# Albert Mutombo
Albert Mutombo est le maire de la ville de Tshikapa dans la province du Kasaï-Occidental en République démocratique du Congo depuis le 16 novembre 2005.
Un décret du 15 novembre 2005 du Preśident de la République, Joseph Kabila, le fit remplacer Hubert Mbingho dans le rôle de maire de Tshikapa.